# Большой Сердеж (Кировская область)
 Большой Сердеж  — опустевшая деревня в Лебяжском районе Кировской области.

## География
Расположена на расстоянии примерно 14 км на юго-восток от райцентра поселка  Лебяжье.

## История
Была известна с 1873 года как деревня Сердеж, где отмечено дворов 56 и жителей 505, в 1905 (уже Большой Сердеж) 91 и 559, в 1926 98 и 437, в 1950 87 и 273, в 1989 уже не оставалось постоянных жителей .  В период 2006-2012 годов входила в состав Вотского сельского поселения, в 2012-2020 годов входила в состав Михеевского сельского поселения до упразднения последнего.

## Население
Постоянное население составляло 1 человек (украинцы 100%) в 2002 году, 0 в 2010.